# Kosina
Kosina (albanska: Kosina, serbiska: Kosin) är en by i Kosovo. Den ligger i kommunen Ferizaj. Enligt den senaste folkräkningen år 2011 fanns det 1 082 invånare.

## Demografi
| Demografi   | 2011 |
| ----------- | ---- |
| albaner     | 1080 |
| odeklarerad | 2    |